# Валліант (Оклахома)
Валліант (англ. Valliant) — місто (англ. town) в США, в окрузі Маккертен штату Оклахома. Населення — 819 осіб (2020).

## Географія
Валліант розташований за координатами 34°0′14″ пн. ш. 95°5′20″ зх. д. / 34.00389° пн. ш. 95.08889° зх. д. (34.003883, -95.088924).  За даними Бюро перепису населення США в 2010 році місто мало площу 2,01 км², з яких 2,00 км² — суходіл та 0,00 км² — водойми.

## Демографія
Згідно з переписом 2010 року, у місті мешкали 754 особи в 300 домогосподарствах у складі 179 родин. Густота населення становила 376 осіб/км².  Було 352 помешкання (175/км²).
Расовий склад населення:
| - 63,8 % — білих - 13,3 % — корінних американців - 13,1 % — чорних або афроамериканців - 0,7 % — азіатів - 1,3 % — осіб інших рас |

До двох чи більше рас належало 7,8 %. Частка іспаномовних становила 3,3 % від усіх жителів.
За віковим діапазоном населення розподілялося таким чином: 27,9 % — особи молодші 18 років, 59,4 % — особи у віці 18—64 років, 12,7 % — особи у віці 65 років та старші. Медіана віку мешканця становила 35,2 року. На 100 осіб жіночої статі у місті припадало 84,8 чоловіків;  на 100 жінок у віці від 18 років та старших — 74,4 чоловіків також старших 18 років.
Середній дохід на одне домашнє господарство  становив 44 920 доларів США (медіана — 25 438), а середній дохід на одну сім'ю — 44 667 доларів (медіана — 33 750). За межею бідності перебувало 36,0 % осіб, у тому числі 41,1 % дітей у віці до 18 років та 19,9 % осіб у віці 65 років та старших.
Цивільне працевлаштоване населення становило 292 особи. Основні галузі зайнятості: освіта, охорона здоров'я та соціальна допомога — 30,8 %, виробництво — 21,2 %, будівництво — 7,2 %, роздрібна торгівля — 6,2 %.